# Chivalry: Medieval Warfare
Chivalry: Medieval Warfare (укр. Лицарство: Середньовічна війна) — багатокористувацька відеогра у жанрі hack and slash, розроблена канадською компанією Torn Banner Studios як їхня перша комерційна гра. Дія гри відбувається у вигаданому світі. 20 вересня 2012 року був випущений трейлер, який встановив дату релізу на 16 жовтня 2012 року. Спочатку розробники підтвердили, що гра буде ексклюзивом для ПК, але в жовтні 2014 року вони підтвердили, що гра вийде на PlayStation 3 і Xbox 360 в грудні 2014 року. Окреме доповнення під назвою Chivalry: Deadliest Warrior було анонсовано 23 серпня 2013 року, як доповнення до телевізійного серіалу Воїн усіх часів. Він був випущений 14 листопада 2013 року.
Після виходу гра отримала загалом позитивні відгуки. Продовження, Chivalry 2, вийшло у 2021 році.

## Ігролад
Ігрова механіка Chivalry схожа на механіку Age of Chivalry, модифікації для Half-Life 2, створену тими ж розробниками. Бойові дії відбуваються переважно в ближньому бою від першої або третьої особи з використанням середньовічних знарядь війни: мечі, булави, довгі луки та інша зброя того часу використовуються для того, щоб рубати, розбивати та обсипати ворогів стрілами. У грі також є балісти, катапульти та кипляча олія, які можна використовувати для обстрілу ворогів та їхніх укріплень. На мережеві матчі впливає ігровий процес, заснований на цілях, наприклад, прорив воріт замку тараном або пограбування ворожого табору. Хоча гра не має однокористувацької кампанії, в майбутньому планується створення офлайн-режиму.
У грі вигадана країна «Агата» перебуває у стані громадянської війни, в якій дві фракції — Лицарі Агати та Орден Масонів — борються за контроль над регіоном. Гравці обирають свою сторону та обирають один з чотирьох класів персонажів, кожен з яких має свій набір навичок та вибір зброї.

### Ігрові режими
Chivalry: Medieval Warfare має кілька ігрових режимів. Основними режимами гри є:
- Всі проти всіх: Кожен гравець бореться сам за себе. Гравець, який набрав найбільшу кількість очок після закінчення часу, оголошується переможцем.

- Дуель: Гравці беруть участь у турнірі і змагаються в матчах 1v1. Коли гравець б'ється з іншим гравцем, інші гравці одночасно проводять свої власні дуелі. Перемагає гравець, який має найбільшу кількість перемог.

- Командний бій насмерть: Дві команди борються одна проти одної. На початку гри обидві команди мають однакову кількість ресурсів. Гра закінчується, коли в однієї з команд закінчуються ресурси, а гравці, що залишилися на полі бою, гинуть.

- Остання Жива Команда: Дві команди б'ються на арені, і кожен гравець має лише одне життя. На арені є небезпечні фактори навколишнього середовища, такі як шипи на стінах та пожежні вежі. Раунд виграє команда, у якої в кінці залишаються живі гравці.

- Король пагорба: Дві команди намагаються утримати ділянку в центрі карти. Перемагає та команда, яка утримає цю ділянку протягом певного часу.

- Захоплення прапора: Обидві команди повинні захопити прапор з ворожої бази і принести його на свою базу, захищаючи при цьому свій прапор. Перемагає команда, яка першою захопить 3 прапори.

- Ціль команди: Гравці грають або в команді нападників, або в команді захисників. Команда нападників повинна виконати різні завдання, наприклад, пограбувати село, проштовхнути таран до ворожих воріт і вбити короля, в той час як команда захисників повинна зупинити їх.

### Класи
Гравець може вибрати один з чотирьох ігрових класів. Чотири класи однакові як для Лицарів Агати, так і для Ордену Масонів, єдиною відмінністю є колір і стиль їхніх обладунків.
- Лучник: Лучники використовують луки та списи, щоб атакувати здалеку. Для ближнього бою лучники також мають короткі мечі або кинджали. У лучників майже немає обладунків, і вони повинні витягати свої клинки лише в разі потреби.

- Піхотинець: Піхотинці є найспритнішими з усіх класів. Вони використовують одноручну зброю, таку як мечі та булави, і оснащені щитом для більш ефективного блокування. Їхні обладунки не такі хороші, як у інших класів ближнього бою, але вони можуть використовувати свою швидкість на свою користь, оскільки вони швидкі і вміють ухилятися.

- Авангард: Авангарди використовують довгу зброю, наприклад, шестопери і великі мечі, і вважають за краще триматися трохи далі від ворога. Пробігши деякий час, вони можуть виконати смертоносну спринтерську атаку, яка завдає величезної шкоди і сильно виводить ворога з рівноваги, якщо атака заблокована. Авангарди мають недолік — вони не можуть використовувати щити, на відміну від інших класів.

- Лицар: Лицарі є найважчими з усіх класів. Вони використовують велику дворучну зброю, таку як довгий меч і бойова сокира. Вони також можуть використовувати більші щити, ніж інші класи. Пожертвувавши швидкістю заради броні, вони є найповільнішим класом у грі, оскільки рухаються дуже повільно, а їхні атаки залишають їх відкритими довше, ніж у інших класів. Унікальне вміння Лицаря дозволяє йому володіти основним мечем (але не сокирами чи молотами) в одній руці, використовувати щит або збільшувати свою швидкість за рахунок базової шкоди.

### Основна зброя
Чотири різні класи використовують зброю, яка здебільшого відповідає середньовічним аналогам.
- Лучник: Лучники використовують далекобійну зброю: довгі луки, короткі луки, бойові луки, арбалети, легкі арбалети, важкі арбалети, списи, короткі списи, важкі списи та пращі.

- Піхотинець: Легкий і спритний Піхотинець використовує одноручну зброю, таку як широкі мечі, каролінзький мечі, фальшіони, сокири, бойові сокири, скандинавський топори, фланцеві сокири, моргенштерни, четвертні посохи і кропила.

- Авангард: Авангарди використовують дворучну зброю з великим радіусом дії, яка включає в себе великі мечі, клеймори, цвайгендери, списи, вила, бердиші, садові ножі, алебарди та молоти для люцернські молоти.

- Лицар: Найважчий клас у грі використовує сильну і важку зброю, яка б'є повільно і сильно, наприклад, бойові ціпи, широкі мечі, бойові молоти, метальні сокири і бойові сокири.

## Розробка
В основі гри лежить безкоштовний мод Age of Chivalry для Half-Life 2. Розробники переробили бойову систему з мода, внісши зміни як у ближній, так і в дальній бій. Chivalry також має інтерактивне середовище та «більш інтуїтивну» систему пересування, а також нову графіку та анімації. Оригінальний мод був створений з використанням ігрового рушія Half-Life 2 Source, тоді як Chivalry була розроблена на Unreal Engine. Вперше гра була анонсована під назвою Chivalry: Battle For Agatha 20 травня 2010 року, але відтоді змінила назву на поточну. 15 вересня 2012 року Chivalry була успішно профінансована на Kickstarter.

## Сприйняття

### Оцінка критиків
Гра отримала загалом схвальні відгуки з оцінкою 79/100 на Metacritic від 24 різних критиків. IGN поставив їй 7,9/10, похваливши її ультражорстокий багатокористувацький геймплей у середньовічному стилі, але також згадавши, що гра має обмежену кількість класів. AusGamers оцінив гру на 90/100, зазначивши, що єдиними недоліками гри є відсутність різноманітного оточення та кілька багів. PC Gamer оцінив гру на 81/100.

### Продажі
У серпні 2013 року було оголошено, що гра розійшлася накладом 1,2 мільйона копій. Станом на жовтень 2014 року було продано 2 мільйони копій гри.

## Продовження
Сиквел, Chivalry 2, був анонсований 10 червня 2019 року і вийшов 8 червня 2021 року. Гра вийшла на ПК, PlayStation 4, PlayStation 5, Xbox One та Xbox Series X/S, з підтримкою крос-платформної гри на всіх платформах.